# Опас
О̀пас, наричано още опаса и уро̀то е добруджанско хоро в размер 2/4. Вариант е на правото хоро с тритактова танцова фраза. Името на хорото произхожда от начина на залавяне на играещите — за опаса, тоест за пояса.
Изпълнява се смесено – мъже и жени в умерено темпо. Когато се изпълнява от мъже, се развива в две части. Първата част е по-бавна, наподобяваща разходка, а изпълнителите се придвижват в отворен кръг обратно на часовниковата стрелка. Придвижването се осъществява с кръстосан ход на дясно, което е показател за връзката му с Тракия. При втората част хорото е по-бързо и се играе на място или с придвижване напред-назад, с характерни добруджански причуквания, плавни кръгови движения с десния и левия крак, завършващи отсечено или в лост на пета, в нисък лост напред или във вътрешна и външна свивка. При изпълнението му са характерни множество клякания, причуквания и сдробявания, при които тялото е освободено, а раменете са леко раздвижени. Най-често използваните за съпровод на хорото са характерните добруджански музикални инструменти копанка, кавал, джура гайда, голям дудук, ръчна хармоника.